# Antoni Martí i Monteys
Antoni Martí i Monteys (Barcelona, 6 de novembre de 1889 — Barcelona, 21 de març de 1977) va ser un poeta català. Va estudiar a Anvers i Londres, col·laborant amb mitjans com La Veu de Catalunya. Poeta noucentista amb influències franceses, va publicar En el llindar (1918) i Instants (1924). El seu poema La palmera de la casa de l'Ardiaca va aparèixer a l'Antologia Lírica de Barcelona.